# Cymodusa leucocera
Cymodusa leucocera là một loài tò vò trong họ Ichneumonidae.